# 린아
린아(본명: 이지연, 1984년 2월 18일 ~ )는 대한민국의 가수, 뮤지컬 배우이다. 원래는 이삭N지연이라는 여성 2인조 그룹으로 데뷔했다.

## 학력
- 명지전문대학 실용음악학과 전문학사

## 연기 활동

### 드라마
- 2012년: KBS1 대하드라마 《대왕의 꿈》 ... 문명왕후 역
- 2020년 JTBC 금토드라마 《초콜릿》 ... 송여진 역 (16회 특별출연)

### 뮤직비디오
- 2003년: S - I Swear
- 2004년: 플라이 투 더 스카이 - 그대는 모르죠
- 2006년: 강타 & 바네스 - SCANDAL
- 2006년: 트랙스 - 초우
- 2007년: 추가열 - 할말이 너무 많아요

### 뮤지컬
- 2011년: 《젊음의 행진》 ... 오영심 역
- 2011년: 《늑대의 유혹》 ... 정한경 역
- 2011년: 《페임》 ... 세리나 캣츠 역
- 2013년: 《머더 발라드》 ... 사라 역
- 2014년: 《해를 품은 달》 ... 허연우 역
- 2014년: 《머더 발라드》 ... 사라 역
- 2014년: 《지킬 앤 하이드》 ... 루시 역
- 2015년: 《맨 오브 라만차》 ... 알돈자 역
- 2015년: 《오케피》 ... 하프 연주자 역
- 2016년: 《뉴시즈》 ... 캐서린 역
- 2016년: 《노트르담 드 파리》 ... 에스메랄다 역
- 2016년: 《몬테크리스토》 ... 메르세데스 역
- 2017년: 《시라노》 ... 록산 역
- 2019년: 《벤허》 ... 에스더 역
- 2019년: 《스위니토드》 ... 러빗 부인 역
- 2020년: 《몬테크리스토 10주년》 ... 메르세데스 역

### 예능
- 2017년: MBC 《미스터리 음악쇼 복면가왕》 - 발레해서 생긴 일 발레리나

## 사운드트랙
- [2013.12.23] 《머더 발라드 O.S.T.》 앨범
  - Track 22: Answer Me (with 성두섭, 김신의)
  - Track 23: You Belong To Me (with 성두섭)
  - Track 27: Little By Little - Reprise (with 김신의)
  - Track 29: You Belong To Me - Reprise (with 김신의, 성두섭, 문진아)
  - Track 34: Finale (with 김신의, 성두섭, 문진아)

## 그 외의 린아의 솔로곡
- [2003.12.08] 《2003 Winter Vacation in SMTOWN.com》 앨범
  - Track 07: I Dream Of You
- [2006.04.26] 《Sweet Flower》 싱글
  - Track 02: Rock'n' Roll Star (with 천상지희 더 그레이스)